# Ottomar-von-Reden-Park

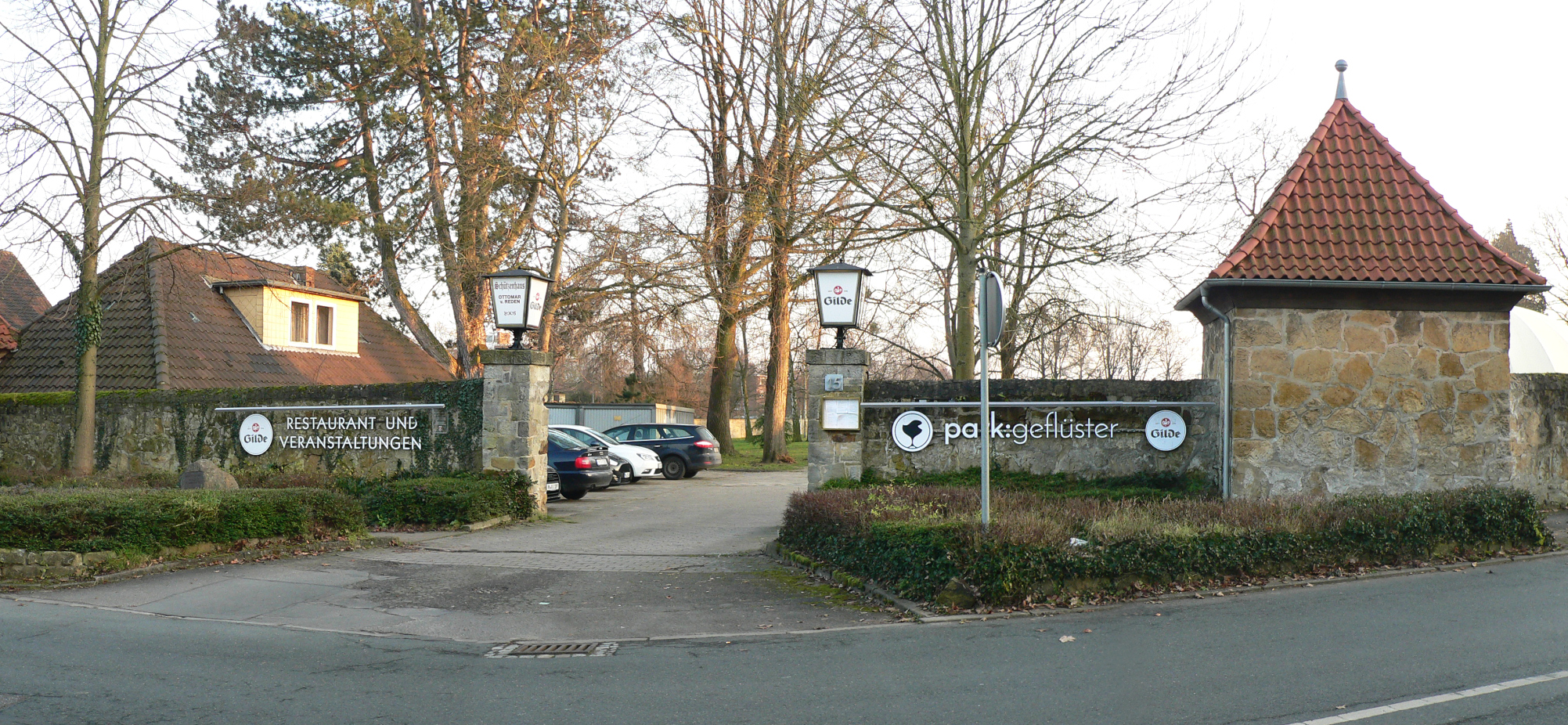
Einfahrt zum Ottomar-von-Reden-Park und zum ehemaligen Rittergut Franzburg in Gehrden

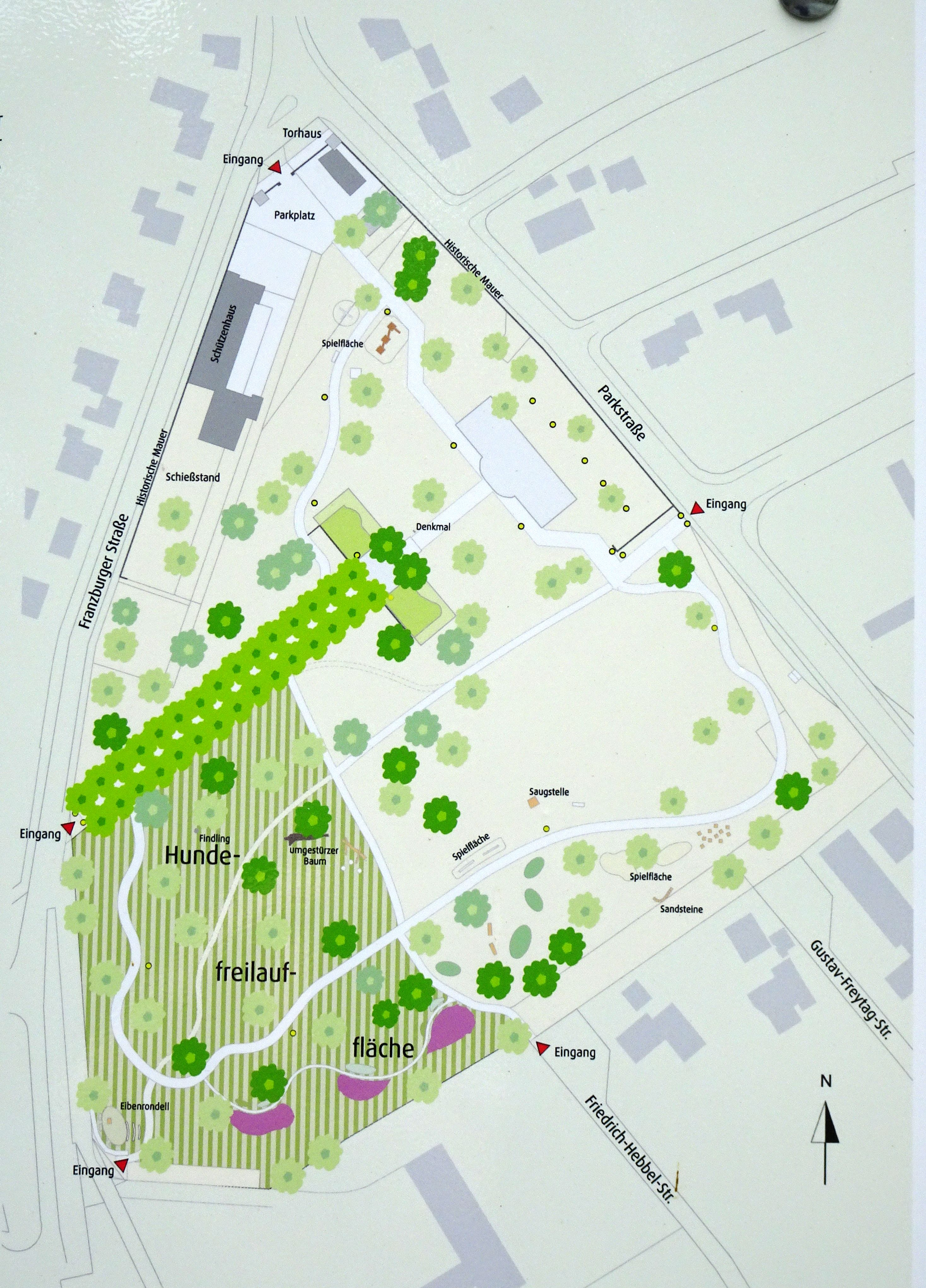
Plan des von-Reden-Parks in Gehrden

Der Ottomar-von-Reden-Park in Gehrden, Region Hannover, kurz auch Von-Reden-Park genannt, ist eine denkmalgeschützte Grünanlage mit zum Teil jahrhundertealten Gehölzen. Die historische Parkanlage, deren Ursprünge bis in das 16. Jahrhundert zurückreichen, ist mit zahlreichen alten Solitärgehölzen besetzt. Die ganzjährig geöffnete Anlage an der Franzburger Straße Ecke Parkstraße ist als Ensemble mit der alten Gutsmauer und den seltenen Bäumen und Sträuchern zugleich ein einzigartiges Arboretum, das der Erholung, der Kultur und dem Naturerleben der Besucher dienen soll.

## Geschichte und Beschreibung
Die Ursprünge der heutigen Anlage, die aus dem Gutspark des früheren Ritterguts Franzburg hervorging, reichen bis in das Jahr 1590 zurück. Doch erst knapp zwei Jahrhunderte später, um das Jahr 1780, ließ Friedrich-Otto von Reden die Grünanlage in ihrer heutigen Struktur als Gutspark anlegen.
Noch zur Zeit des Deutschen Kaiserreichs wurde 1912 die Lyra-Bank im Park aufgestellt.
1959 vermachte der im selben Jahr verstorbene Gehrdener Bürgermeister und Namensgeber des Parks, Ottomar von Reden (1888–1959), dem damaligen Landkreis Hannover den mehr als drei Hektar großen Park als eine Stiftung.
Nachdem später Teile des Parks und viele seiner alten Gehölze als Gartendenkmal unter Schutz gestellt wurden, ließ die Gartenregion Hannover im Jahr 2007 ein Sanierungs- und Nutzungskonzept für die Gesamtanlage erarbeiten. Dadurch sollen behutsame Rekonstruktionen, aber auch die langfristige Pflege der zu erweiternden Baum- und Strauchsammlung als Arboretum gewährleistet werden.

## Besondere Gehölze im Ottomar-von-Reden-Park

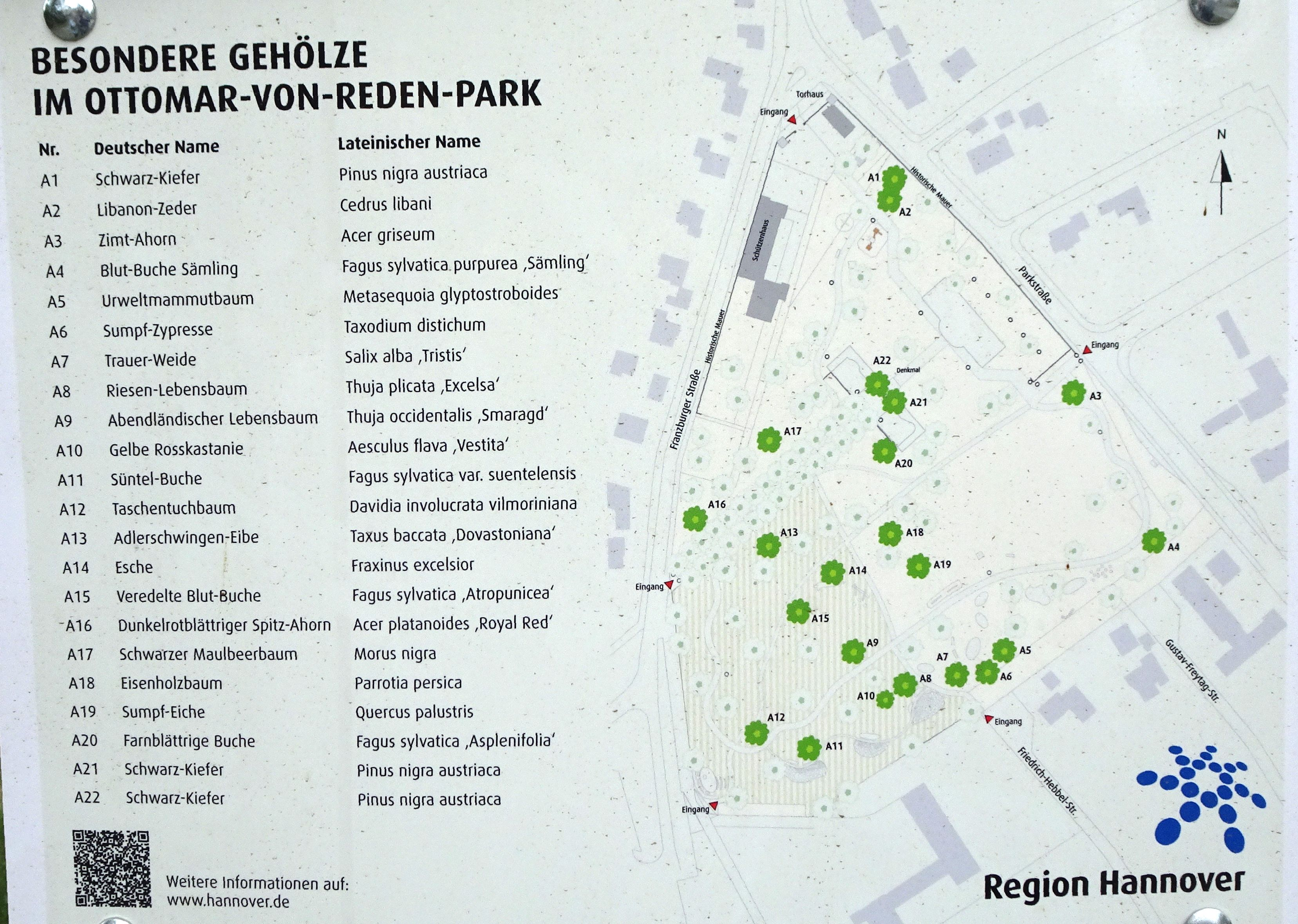
Plan "Besondere Gehölze" im von-Reden-Park

Ab Anfang des 21. Jahrhunderts wurden in Ergänzung zu den historischen Baumbeständen folgende Neupflanzungen von Gehölzen vorgenommen:
| Nr. | Deutscher Name                  | Lateinischer Name                  | Pflanzdatum | Pflanzmaße anfangs                            | Standort | Commons |
| --- | ------------------------------- | ---------------------------------- | ----------- | --------------------------------------------- | -------- | ------- |
| A01 | Schwarzkiefer                   | Pinus nigra austriaca              | 2013        | 2,0–2,5 Br × 2,75–3,0 H                       |          |         |
| A02 | Libanon-Zeder                   | Cedrus libani                      | 2013        | 2,5 Br × 2,75 H                               |          |         |
| A03 | Zimt-Ahorn                      | Acer griseum                       | 2009        | 1–1,5 Br × 2,5–3 H                            |          |         |
| A04 | Blutbuche Sämling               | Fagus sylvatica purpurea 'Sämling' | 2015        | hochstämmiger Stammumfang anfangs 20–25 cm    |          |         |
| A05 | Urweltmammutbaum                | Metasequoia glyptostroboides       | 2017        | 4,0–4,5 H                                     |          |         |
| A06 | Sumpfzypresse                   | Taxodium distichum                 | 2016        | 3,5–4,0 H                                     |          |         |
| A07 | Trauer-Weide                    | Salix alba 'Tristis'               | 2015        | hochstämmiger Stammumfang anfangs 20–25 cm    |          |         |
| A08 | Riesen-Lebensbaum               | Thuja plicata 'Excelsa'            | 2016        | 3,5–4 H                                       |          |         |
| A09 | Abendländischer Lebensbaum      | Thuja occidentalis 'Smaragd'       | 2016        | 3,0–3,5 H                                     |          |         |
| A10 | Gelbe Rosskastanie              | Aesculus flava 'Vestita'           | 2011        | Stammumfang anfangs 20–25 cm                  |          |         |
| A11 | Süntel-Buche                    | Fagus sylvatica var. suentelensis  | 2015        | 2,0–2,5 H                                     |          |         |
| A12 | Taschentuchbaum                 | Davidia involucrata vilmoriniana   | 2015        | 1–1,5 Br × 3,5–4 H                            |          |         |
| A13 | Adlerschwingen-Eibe             | Taxus baccata 'Dovastoniana'       | 2016        | 1,25–1,5 Br × 2,0–2,25 H                      |          |         |
| A14 | Gemeine Esche                   | Fraxinus excelsior                 | 2015        | Stammumfang anfangs 20–25 cm                  |          |         |
| A15 | Veredelte Blut-Buche            | Fagus sylvatica 'Atropunicea'      | 2015        | hochstämmiger Stammumfang anfangs 20–25 cm    |          |         |
| A16 | Dunkelrotblättriger Spitz-Ahorn | Acer platanoides 'Royal Red'       | 2016        | Stammumfang anfangs 20–25 cm                  |          |         |
| A17 | Schwarzer Maulbeerbaum          | Morus nigra                        | 2015        | hochstämmiger Stammumfang anfangs 20–25 cm    |          |         |
| A18 | Eisenholzbaum                   | Parrotia persica                   | 2016        | hochstämmiger Stammumfang anfangs 20–25 cm    |          |         |
| A19 | Sumpf-Eiche                     | Quercus palustris                  | 2015        | 4–5 H × 1,5–2 Br Stammumfang anfangs 25–30 cm |          |         |
| A20 | Farnblättrige Buche             | Fagus sylvatica 'Asplenifolia'     | 2015        | 3,5–4 H × 1,5–2 Br                            |          |         |
| A21 | Schwarzkiefer                   | Pinus nigra austriaca              | 2009        | 2,0–2,5 Br × 2,75–3 H                         |          |         |
| A21 | Schwarzkiefer                   | Pinus nigra austriaca              | 2009        | 2,0–2,5 Br × 2,75–3 H                         |          |         |